# G. D. Cunningham
George Dorrington Cunningham (* 2. Oktober 1878 in London; † 4. April 1948 in Birmingham) war ein englischer Organist und Musikpädagoge.

## Leben
Cunningham hatte als Kind Klavierunterricht bei seiner Mutter und besuchte die Guildhall School of Music and Drama. Er nahm Orgelunterricht bei Josiah Booth und studierte an der Royal Academy of Music. Er erhielt achtzehnjährig des Fellowship Diploma und wurde zweiundzwanzigjährig Organist des Alexandra Palace, wo er bis zum Ausbruch des Ersten Weltkrieges wirkte. Daneben war er auch als Kirchenorganist tätig, u. a. West Hampstead Congregational Church (bis 1901) und St. Jame's Muswell Hill. Von 1919 bis 1924 war er Organist an St. Alban's Holborn, danach wurde er Organist der Stadt und Universität Birmingham sowie Dirigent des Birmingham City Choir. Anlässlich seiner einhundertsten Konzerts in der Town Hall wurde Cunningham vom Oberbürgermeister von Birmingham geehrt. Die University of Birmingham verlieh ihm 1944 einen Ehrendoktortitel. Weiters war Cunningham Professor für Orgel an der Royal Academy. Zu seinen Schülern zählten u. a. George Thalben-Ball, Geraint Jones, E. Power-Biggs und Arnold Richardson. 